# Androphobus viridis
Androphobus viridis là một loài chim trong họ Psophodidae.
Đây là loài duy nhất trong chi Androphobus. Loài này được tìm thấy ở Tây New Guinea.